# Hohfrankenheim
Hohfrankenheim – miejscowość i gmina we Francji, w regionie Grand Est, w departamencie Dolny Ren.
Według danych na rok 1990 gminę zamieszkiwało 217 osób, 79 os./km².